# Mário Alves
Mário Alves de Souza Vieira (Sento Sé, 14 de junho de 1923 — Rio de Janeiro, 17 de janeiro de 1970) foi um político brasileiro, um dos fundadores do PCBR. Morto nas dependências do quartel da Polícia do Exército no Rio de Janeiro no início de 1970, durante a ditadura militar brasileira.
É um dos casos investigados pela Comissão da Verdade, que apura mortes e desaparecimentos na ditadura militar brasileira, e se enquadra como desaparecido político, porque seus restos mortais não foram encontrados e nem entregues para os familiares até hoje. Com isso, Mário Alves não pode ser sepultado.

## Biografia
Mário Alves destacou-se por ser um dirigente comunista estudioso do marxismo-leninismo, um revolucionário combativo, totalmente dedicado à luta popular violenta, desde a juventude. Ingressou no PCB, aos 15 anos na Bahia, em plena ditadura do Estado Novo. Nesse primeiro período participou das lutas estudantis e das lutas populares contra o nazifascismo, exigindo a participação do Brasil na guerra ao lado das forças aliadas.
Após a guerra, por sua destacada participação nas frentes de batalha, particularmente com a derrota que o povo e o Exército Vermelho da URSS infligiram ao exército de Hitler, os comunistas se fortalecem no Brasil e no mundo. O PCB foi legalizado e Mário Alves eleito para o comitê estadual do Partido.
Pouco depois, o governo Dutra impôs uma dura repressão aos comunistas e o PCB foi colocado na ilegalidade. Mário Alves seguiu para o Rio de Janeiro, já casado com sua companheira Dilma Borges, mas, ainda perseguido, transferiu-se para São Paulo, onde trabalhou na revista Problemas. Viajou para a União Soviética em 1953 a fim de participar de um curso de marxismo-leninismo. Em 1957 foi eleito membro do Comitê Central do PCB. Em 1958, viajou para a República Popular da China e assumiu a direção do jornal Novos Rumos do PCB. Mário Alves dominava vários idiomas e durante o período de clandestinidade trabalhou como tradutor para garantir seu sustento.
No início da década de 1960, atuou na secretaria nacional de educação do PCB e começou a polemizar com as posições do Partido. Defendia que a aliança privilegiada que os operários deviam consolidar seria com os camponeses e não com a burguesia "nacional", como era defendida pelo PCB.
A partir do golpe militar de 1964, Mário Alves passou a viver novamente na clandestinidade, sendo preso em julho. Foi libertado em 1965, graças a um habeas corpus.
A luta política no partido intensificou-se. A maioria defendia a continuidade da política em relação ao que denominavam "burguesia nacional" e a via pacífica para derrotar a ditadura. Um conjunto de dirigentes e militantes, entre eles Mário Alves e Carlos Marighella, rompem com essa visão e defendem a resistência armada por meio de atos terroristas e de guerrilha ao regime. Alves, defendendo a importância de organizar um novo partido de vanguarda, junto com outros companheiros, como Apolônio de Carvalho e Jacob Gorender, fundou o PCBR em 1968, tornando-se seu secretário-geral. Defendiam uma maior inserção no movimento de massas e a luta armada contra a ditadura.

## Prisão e Desaparecimento
No dia 16 de janeiro de 1970, aos 46 anos, Mário Alves desapareceu depois de sair de sua casa no bairro da Abolição, subúrbio carioca. Foi preso pelo DOI-CODI e levado ao quartel da Polícia do Exército, na rua Barão de Mesquita, Tijuca, um dos centros de tortura da ditadura. Foi "espancado barbaramente de noite, empalado com um cassetete dentado, o corpo todo esfolado por escova de arame, por se recusar a prestar informações exigidas pelos torturadores do 1° Exército e do DOPS", como denunciou sua companheira Dilma. Alguns presos políticos que ali estavam, entre eles Antônio Carlos Carvalho (Tonico), René Carvalho e Raimundo Teixeira Mendes, presenciaram sua agonia e denunciaram, ainda na ditadura, as condições de sua morte, desmentindo versões oficiais que negavam o ocorrido.
Sua companheira escreveu na época uma carta ao comandante do I Exército Siseno Sarmento perguntando o destino do marido e foi entregá-la pessoalmente. Ao voltar para saber a resposta foi submetida a interrogatório e ameaçada por caluniar o exército sem testemunhas. Ela e sua filha Lúcia conseguiram, em 1987, que a União reconhecesse a responsabilidade civil por sua prisão, morte e danos morais. Foi, assim, o primeiro caso em que a União reconheceu sua responsabilidade por um desaparecimento político.

## Responsabilidades
Em maio de 2013, no Rio de Janeiro, o Ministério Público Federal denunciou e pediu a condenação de cinco agentes da ditadura militar por "sequestro qualificado, tortura e morte" do jornalista e político. Os cinco acusados, Luiz Mário Valle Correia Lima ("tenente Correia Lima"), Luiz Timótheo de Lima ("inspetor Timóteo"), Roberto Augusto Duque Estrada ("capitão Duque Estrada"), Dulene Aleixo Garcez dos Reis ("tenente Garcez") e Valter da Costa Jacarandá ("major Jacarandá"), tem ainda o requerimento do MPF para que percam qualquer cargo público que ainda ocupem, tenham o cancelamento de suas aposentadorias ou qualquer provento remunerado que ainda recebam e sejam obrigados a pagar uma indenização de R$ 100 mil à família do morto.

## Homenagens
Em julho de 2010, na associação Brasileira de imprensa (ABI) foi inaugurado um memorial em homenagem a Mário Alves pelo então ministro da secretaria de Direitos Humanos da Presidência da República, Paulo Vannuchi. No memorial, localizado no Salão Nobre, há fotos e a história de vida do jornalista. 
O então presidente da ABI, Maurício Azedo, em entrevista à reportagem da Empresa Brasil de Comunicação, afirmou que Mário se destacou pelo seu talento e precisa ser relembrado: “Ele é merecedor de todas as homenagens, pelo exemplo que deu de militância social contra a ditadura e de grande intelectual."
A filha de Mauro Alves, Lúcia Caldas representou toda sua família no evento.